# Will Satch
William "Will" Spencer Satch (MBE) (født 9. juni 1989 i Guildford, England) er en engelsk roer, olympisk guldvinder og tredobbelt verdensmester.
Satch vandt, som makker til George Nash, bronze for Storbritannien i toer uden styrmand ved OL 2012 i London. Fire år senere var han en del af den britiske otter, der vandt guld ved OL 2016 i Rio de Janeiro.
Satch har desuden vundet en lang række medaljer i VM- og EM-sammenhæng, heriblandt tre VM-guldmedaljer i otter (i 2013, 2014 og 2015).

## OL-medaljer
- 2016:  Guld i otter
- 2012:  Bronze i toer uden styrmand